# Pitkäjärvi (Jukkasjärvi socken, Lappland, 754211-171936)
Pitkäjärvi är en sjö i Kiruna kommun i Lappland och ingår i Torneälvens huvudavrinningsområde. Sjön har en area på 0,269 kvadratkilometer och ligger 359 meter över havet.

## Delavrinningsområde
Pitkäjärvi ingår i det delavrinningsområde (754339-172098) som SMHI kallar för Ovan Sekkujoki. Medelhöjden är 375 meter över havet och ytan är 91,74 kvadratkilometer. Räknas de 51 avrinningsområdena uppströms in blir den ackumulerade arean 1 055,94 kvadratkilometer. Vittangiälven som avvattnar avrinningsområdet har biflödesordning 2, vilket innebär att vattnet flödar genom totalt 2 vattendrag innan det når havet efter 353 kilometer. Avrinningsområdet består mestadels av skog (95 procent). Avrinningsområdet har 1,2 kvadratkilometer vattenytor vilket ger det en sjöprocent på 1,3 procent.